# Un cachorro llamado Scooby-Doo
Un cachorro llamado Scooby-Doo fue la octava serie del dibujo animado de Hanna-Barbera Scooby-Doo. Este spin-off del programa original fue creado por Tom Ruegger y su primer episodio fue mostrado el 10 de septiembre de 1988 y tuvo tres temporadas en ABC como un programa de media hora. Fueron producidos treinta episodios (trece en 1988-1989, ocho en 1989-1990 y nueve en 1990-1991).

## Análisis general
Tras el pobre recibimiento de la última serie de "Scooby Doo" (Los 13 fantasmas de Scooby-Doo), se decidió que "Un cachorro llamado Scooby-Doo" traería nuevamente el estilo de las series originales junto a los personajes antiguos, Fred, Daphne, Vilma, Shaggy y Scooby. Además se crearon versiones jóvenes de los personajes, de aproximadamente 12 años. La serie mostraba la antigua fórmula de ¿Scooby-Doo dónde estás? con monstruos y fantasmas que resultaban ser siempre villanos disfrazados. La letra del tema central fue creada por el escritor Tom Ruegger y la música por el compositor John Debney. Adicionalmente, música de estilo Rock and roll y pop era tocada durante las escenas de persecución, similar a los episodios de la segunda temporada de ¿Scooby-Doo dónde estás?. Sin embargo, en esta serie los chicos sabían que había música sonando (siendo ellos los que la ponían en algunas ocasiones), y bailaban por un momento con los fantasmas o monstruos antes de continuar con la persecución. Toda la música del programa, sobre todo el tema principal, tiene un estilo rock and roll de los años 50, posiblemente para reflejar la edad juvenil de los personajes, ya que el show original tuvo lugar en el año 1969.
Aunque la fórmula era similar a la antigua, el tono del programa era totalmente diferente. Los escritores decidieron satirizar las antiguas versiones de los personajes. Mientras Scooby (quién siempre acudía al lugar donde iban a investigar, siempre y cuando le dieran previamente una Scooby galleta) y Shaggy mantenían su personalidad, Fred, Vilma y Daphne sufrieron importantes cambios. Freddy fue mostrado como un líder con teorías conspiratorias totalmente absurdas, Daphne era una niña vanidosa, sarcástica y rica que era acompañada por su mayordomo (Jenkins) quien acudía siempre que lo llamaban, y Vilma como una niña callada y tierna que solo hablaba para referirse a las pistas (siempre decía "¡Chispas!" cuando descubría una pista importante) y resolver el caso. Entre todos conformaban la Agencia de Detectives Scooby-Doo, y vivían en la ciudad de Coolsville, como lo dice Shaggy en el primer episodio. Fue agregado además un nuevo personaje, un niño pelirrojo y abusivo llamado "Bado Maloso", siempre era acusado por Fred como el villano bajo el disfraz, aunque nunca resultaba ser él, salvo en una única ocasión.
El programa adquirió un aire más caricaturesco, demostrado en las persecuciones donde participaban los monstruos y el grupo de niños. Incluso los monstruos tuvieron un estilo más cómico, por ejemplo, uno de los monstruos estaba hecho de queso.

## Impacto en la franquicia Scooby-Doo
El impacto de Un cachorro llamado Scooby-Doo fue bastante notable, debido a que revivió la franquicia de Scooby-Doo y trajo nuevos y antiguos fanáticos de las series. La serie, además de ser la última transmitida por ABC, ha sido constantemente emitida por Cartoon Network desde 1993.

## Curiosidades
- Es la última serie de la franquicia en ser producida por Hanna-Barbera, ya que años más tarde sería comprada y luego absorbida por Warner Bros. Animation.
- Luego de la primera temporada, muchos empleados de Hanna-Barbera, incluyendo a Tom Ruegger, dejaron el estudio, y ayudaron a revivir el estudio de animación de Warner Bros., comenzando con Tiny Toon Adventures.
- Es la única producción de Scooby-Doo en que Frank Welker no hace la voz de Fred. Sin embargo, tuvo varias apariciones como el tío de Fred.
- Fue la última serie de Scooby-Doo en que Don Messick hace la voz del Gran Danés.
- La ciudad en la que vive la pandilla en esta serie (Coolsville), vuelve a aparecer en la tercera película en imagen real, Scooby-Doo: El misterio comienza.

## Reparto

### Inglés
- Don Messick: Scooby-Doo
- Casey Kasem: Shaggy Rogers
- Carl Steven: Fred Jones
- Kellie Martin: Daphne Blake
- Christina Lange: Vilma Dinkley
- Scott Menville: Bado Maloso
- June Foray: Constance McSnack (dueña de la fábrica de Scooby-galletas).
- B. J. Ward: La malvada niñera, Rona Lickton, Besty Brainy.
- Frank Welker: La computadora diabólica, el señor Boo, el cachorro robot, el tío Eddie, varios animales.

### Doblaje al español - Latinoamérica
- Gustavo Toquero: Scooby-Doo (Temporada 1)
- Benjamín Rivera: Scooby-Doo (Temporada 2 en adelante)
- Javier Rivero: Shaggy (Temporada 1)
- Adrián Fogarty: Shaggy (Temporada 2 en adelante)
- Jean Carlo Toquero: Freddy (Temporada 1)
- Carlos Hugo Hidalgo: Fred (Temporada 2 en adelante)
- Ruth Toscano: Daphne
- Mónica Estrada: Daphne (2a temporada en adelante)
- María Fernanda Morales: Vilma (Temporada 1)
- Rocío Garcel: Vilma (Temporada 2 en adelante)
- Mario Raúl López (†): Bado Maloso/Pelirrojo
- Rocío Garcel: Susie
- Tito Reséndiz: Jenkins (Temporada 2 en adelante)

Créditos técnicos:
- Estudio de doblaje:
  - Compañía Latinoamericana de Doblajes - CLASSA (Temporada 1)
  - Radiópolis (Temporada 2 en adelante).
- Dirección de doblaje:
  - Karim Toquero (Temporada 1)
  - Adrián Fogarty (Temporada 2 en adelante)
- País de doblaje:  México.

## Guía de episodios

### Primera temporada (1988 – 1989)
| #             | Título del episodio                        | Primera emisión          |
| ------------- | ------------------------------------------ | ------------------------ |
| Pilot Episode | "A Bicycle Built For Boo!"                 | 10 de septiembre de 1988 |
| 1.2           | "The Sludge Monster from the Earth's Core" | 17 de septiembre de 1988 |
| 1.3           | "Wanted: Cheddar Alive"                    | 24 de septiembre de 1988 |
| 1.4           | "The Schnook Who Took My Comic Book"       | 1 de octubre de 1988     |
| 1.5           | "For Letter Or Worse"                      | 8 de octubre de 1988     |
| 1.6           | "The Babysitter From Beyond"               | 15 de octubre de 1988    |
| 1.7           | "Snow Place Like Home"                     | 22 de octubre de 1988    |
| 1.8           | "Now Museum, Now You Don't"                | 29 de octubre de 1988    |
| 1.9           | "Scooby Dude"                              | 5 de noviembre de 1988   |
| 1.10          | "Ghost Who's Coming For Dinner?"           | 12 de noviembre de 1988  |
| 1.11          | "The Story Stick"                          | 19 de noviembre de 1988  |
| 1.12          | "Robopup"                                  | 26 de noviembre de 1988  |
| 1.13          | "Lights...Camera...Monster"                | 3 de diciembre de 1988   |

### Segunda temporada (1989 – 1990)
| #   | Título del episodio            | Primera emisión          |
| --- | ------------------------------ | ------------------------ |
| 2.1 | "Curse of the Collar"          | 9 de septiembre de 1989  |
| 2.2 | "The Return of Commander Cool" | 16 de septiembre de 1989 |
| 2.3 | "The Spirit of Rock 'n' Roll"  | 23 de septiembre de 1989 |
| 2.4 | "Chickenstein Lives!"          | 30 de septiembre de 1989 |
| 2.5 | "Night of the Living Burger"   | 7 de octubre de 1989     |
| 2.6 | "The Computer Walks Among Us"  | 14 de octubre de 1989    |
| 2.7 | "Scooby-Doo se va de casa"     | 21 de octubre de 1989    |
| 2.8 | "Terror, Thy Name is Zombo"    | 28 de octubre de 1989    |

### Tercera temporada (1990 – 1991)
| #   | Título del episodio                | Primera emisión          |
| --- | ---------------------------------- | ------------------------ |
| 3.1 | "Night of the Boogey Biker"        | 8 de septiembre de 1990  |
| 3.2 | "Dawn of the Space Shuttle Scare"  | 15 de septiembre de 1990 |
| 3.3 | "Horror of the Haunted Hairpiece"  | 22 de septiembre de 1990 |
| 3.4 | "Wrestle Maniacs"                  | 29 de septiembre de 1990 |
| 3.5 | "The Mayhem of the Moving Mollusk" | 6 de julio de 1991       |
| 3.6 | "The Were-Doo of Doo Manor"        | 13 de julio de 1991      |
| 3.7 | "Catcher of the Sly"               | 20 de julio de 1991      |
| 3.8 | "The Ghost of Mrs. Shusham"        | 27 de julio de 1991      |
| 3.9 | "The Wrath of Waitro"              | 31 de agosto de 1991     |

## Lanzamiento en DVD
Inicialmente, la distribuidora de la serie, Warner Home Video lanzó todos los episodios de Un cachorro llamado Scooby-Doo en formato DVD en 7 volúmenes (los cinco primeros volúmenes de 4 episodios y los dos últimos de cinco episodios). La publicación inició el 19 de julio de 2005 y se prolongó hasta el 14 de agosto de 2007. Eventualmente, la serie completa fue relanzada, pero esta vez por temporadas. Fueron lanzados dos DVD, el primero con 13 episodios (el 18 de marzo de 2008), y luego el segundo, con los 17 episodios restantes (el 19 de marzo de 2009).